# Боно (Монтана)
Боно (англ. Boneau) — переписна місцевість (CDP) в США, в окрузі Чуто штату Монтана. Населення — 365 осіб (2020).

## Географія
Боно розташоване за координатами 48°17′31″ пн. ш. 109°51′52″ зх. д. / 48.29194° пн. ш. 109.86444° зх. д. (48.291837, -109.864511).  За даними Бюро перепису населення США в 2010 році переписна місцевість мала площу 6,35 км², з яких 6,09 км² — суходіл та 0,26 км² — водойми.

## Демографія
Згідно з переписом 2010 року, у переписній місцевості мешкало 380 осіб у 92 домогосподарствах у складі 84 родин. Густота населення становила 60 осіб/км².  Було 95 помешкань (15/км²).
Расовий склад населення:
| - 96,6 % — корінних американців - 1,6 % — білих |

До двох чи більше рас належало 1,8 %. Частка іспаномовних становила 3,4 % від усіх жителів.
За віковим діапазоном населення розподілялося таким чином: 46,8 % — особи молодші 18 років, 50,0 % — особи у віці 18—64 років, 3,2 % — особи у віці 65 років та старші. Медіана віку мешканця становила 19,7 року. На 100 осіб жіночої статі у переписній місцевості припадало 96,9 чоловіків;  на 100 жінок у віці від 18 років та старших — 90,6 чоловіків також старших 18 років.
Середній дохід на одне домашнє господарство  становив 33 248 доларів США (медіана — 18 542), а середній дохід на одну сім'ю — 34 618 доларів (медіана — 19 375). 
Цивільне працевлаштоване населення становило 93 особи. Основні галузі зайнятості: освіта, охорона здоров'я та соціальна допомога — 39,8 %, будівництво — 29,0 %, мистецтво, розваги та відпочинок — 18,3 %.